# Labre californien
Semicossyphus pulcher
Espèce
Synonymes
- Labrus pulcher Ayres, 1854
- Pimelometopon pulcher (Ayres, 1854)

Statut de conservation UICN

 VU A2bd : Vulnérable
Le labre californien (Semicossyphus pulcher) est une espèce de poissons vivant dans le Pacifique et appartenant à la famille des labridés. Il est classé comme vulnérable par l'UICN.

## Description
Le labre californien peut atteindre 91 cm pour 16 kg. Le mâle est noir avec une mâchoire blanche et parfois une large bande rouge le long du corps. La femelle est rose. La forme juvénile est rouge vif avec une bande noire le long du corps. Comme tous les labres, le labre californien naît de sexe femelle et peut éventuellement devenir un mâle jusqu'à 45 cm. L'âge de la transition dépend de facteurs environnementaux tel que l'abondance alimentaire.

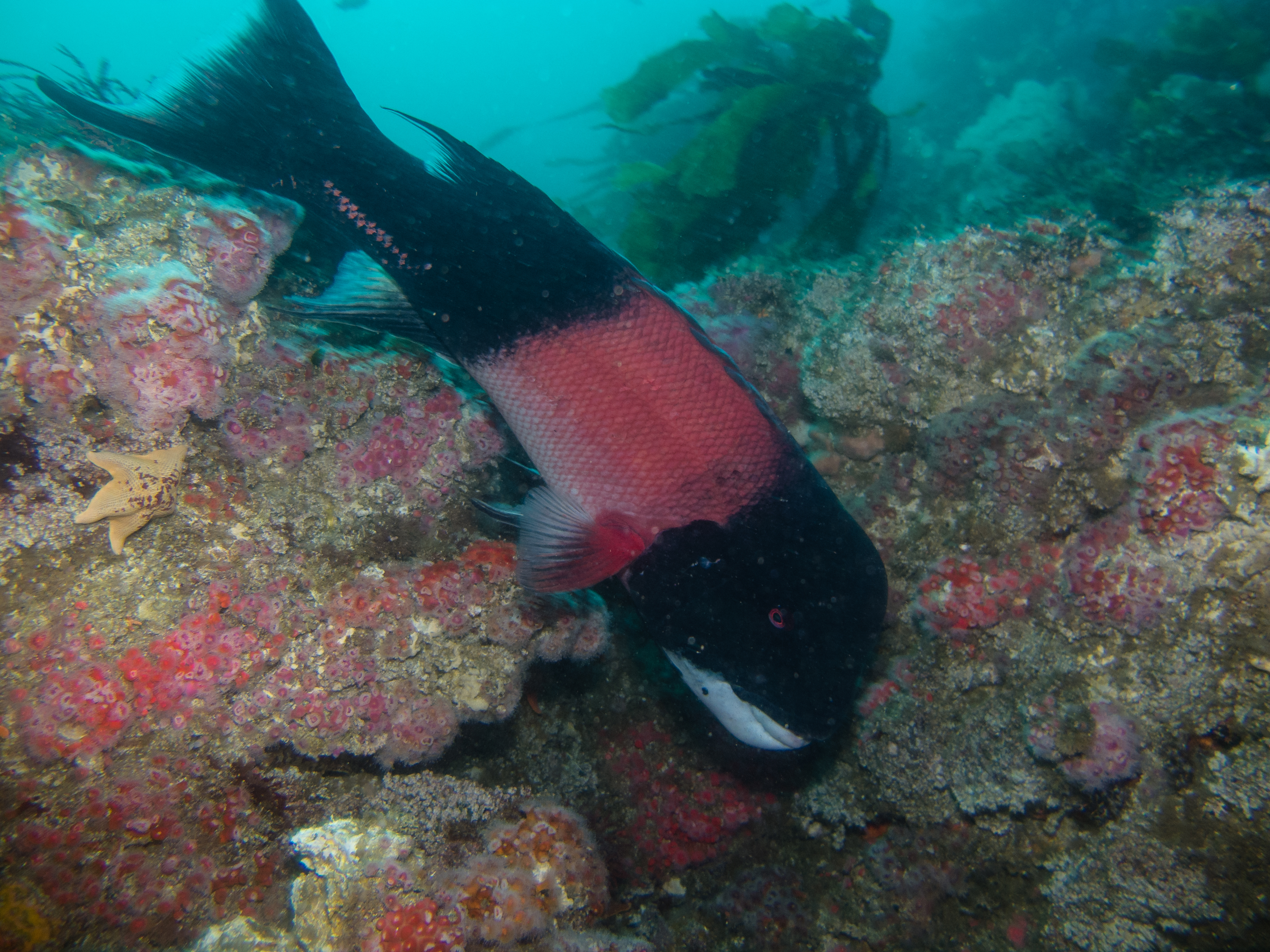
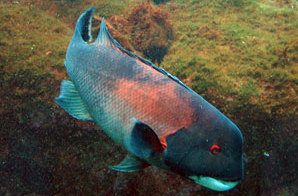
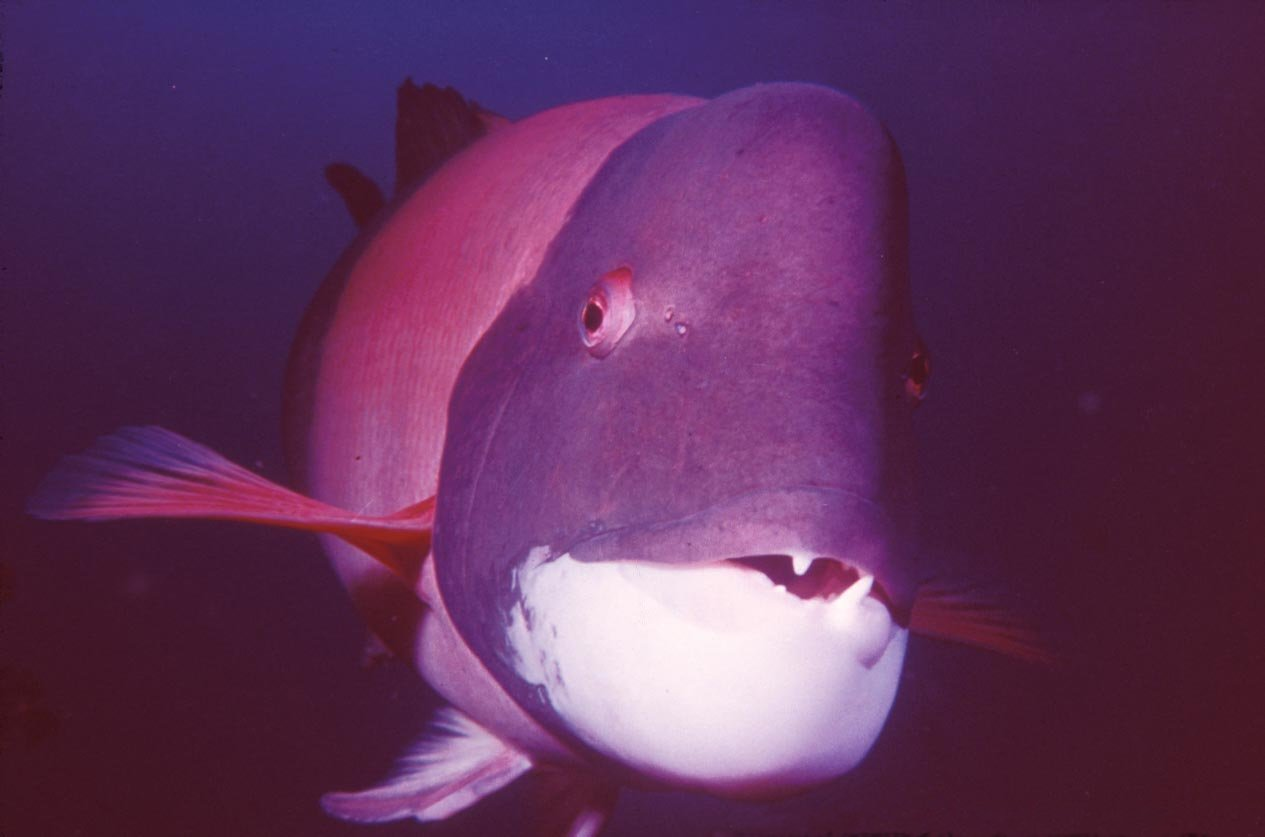

## Répartition géographique
Le labre californien vit notamment dans la baie de Monterey, en Californie, et dans le golfe de Californie, au Mexique.

## Biologie
Le labre californien vit dans les forêts de kelp et les récifs rocheux, où il se nourrit principalement d'oursins, de mollusques, de homards et de crabes à l'aide de ses puissantes dents.

## Pêche
Autrefois abondant en Californie, la surpêche a largement réduit la population de labres californiens. Son manque de timidité a fait de cette espèce particulièrement vulnérable une proie facile à pêcher. En outre, le labre californien a une faible résistance aux changements de population, en raison de son temps de doublement de population long de 4,5 à 14 ans.
En espagnol, ce poisson est commercialisé sous son nom commun « vieja » (vieille dame), ou « vieja de California ».

## Source
- (en) Cet article est partiellement ou en totalité issu de l’article de Wikipédia en anglais intitulé « California sheephead » (voir la liste des auteurs).